# New Vienna (Ohio)
New Vienna ist ein Village im Clinton County, Ohio, Vereinigte Staaten. Die Einwohnerzahl betrug im Jahr 2000 bei der damals vorgenommenen Volkszählung 1294.

## Geschichte
Die Geschichte des Ortes reicht bis an den Beginn des 19. Jahrhunderts zurück, wo erste Siedler im Clinton County ihre Blockhütten errichteten. Sie kamen aus Virginia und North Carolina und begannen kleine Farmen zu bewirtschaften. Um 1820 war das gesamte Umland im Besitz der Siedler. Der Ort hieß ursprünglich Buzzard's Glory und wurde um 1827, bald nachdem er eine eigene Gemeinde geworden war, von Harkenss T. Van Winkle in New Vienna umbenannt. Der Name Buzzard's Glory geht auf einen Gerber zurück, der seine Häute vor dem Haus auf Stangen aushing, was eine Menge von Bussarden angelockt haben soll.

### Einwohnerentwicklung
Einwohnerentwicklung seit 1860 bis heute.

## Wirtschaft
Die meisten Einwohner der Gemeinde arbeiten im Wilmington, dem Sitz der County-Verwaltung von Clinton County, oder in Hillsboro dem County Seat des benachbarten Highland County. In Wilmington befindet sich das Hauptquartier von ABX Air einer Luftfrachtgesellschaft, die den Airborne Airpark, einen ehemaligen Stützpunkt der US Air Force besitzt und der größte Arbeitgeber in diesem Gebiet ist. ABX übernimmt in den USA den Lufttransport für DHL, einem Tochterunternehmen der Deutschen Post AG, die damit ebenfalls ein wichtiger Arbeitgeber für die Einwohner New Viennas geworden ist.

## Belege
1. ↑  Census of Population and Housing